# Jürgen Rindler

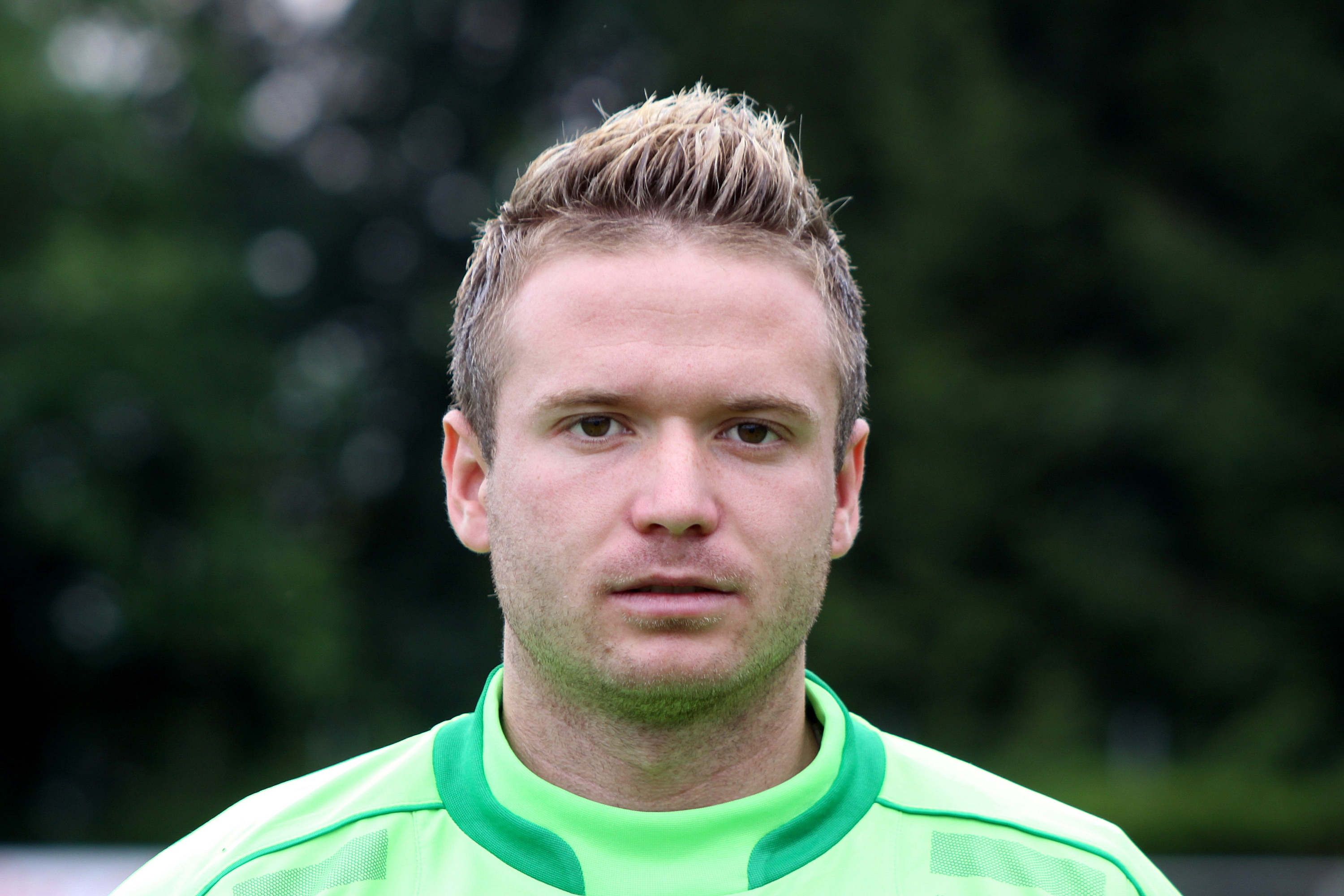
Torhüter Jürgen Rindler

Jürgen Rindler (* 10. April 1986 in Hartberg) ist ein ehemaliger österreichischer Fußballtorhüter. Er stand zuletzt beim Erste-Liga-Verein TSV Hartberg unter Vertrag.
Rindler begann im Alter von acht Jahren beim steirischen Verein TSV Hartberg Fußball zu spielen, wo er alle Altersstufen durchlief. Im Juni 2003 wurde er für die Nachwuchsabteilung des damaligen Bundesligisten Grazer AK verpflichtet, wo er anfangs im Nachwuchs, später aber auch in der Amateurmannschaft des Grazer Traditionsvereins zum Einsatz kam.
Am 31. Jänner 2006 wurde er von der Kapfenberger SV verpflichtet, wo er neben seiner Stammtorhüterposition bei den Amateuren auch als Ersatztorhüter der Profimannschaft fungierte. So kam Rindler am 21. April 2006 zu seinem Debüt in der Profimannschaft der Ersten Liga, als er im Spiel gegen LASK Linz in der 81. Spielminute für Kazimierz Sidorczuk eingewechselt wurde, der mit diesem Spiel seine aktive Karriere beendete. In den neun verbleibenden Spielminuten musste er bei der 1:2-Niederlage keinen Gegentreffer hinnehmen. Im Juli 2006 wurde Rindler vom burgenländischen Landesligaverein SV Oberwart verpflichtet, wo er Stammtorhüter war.
Im Juni 2007 kehrte Jürgen Rindler zu seinem Stammverein TSV Hartberg zurück, mit dem er in der Saison 2008/09 den Meistertitel in der Regionalliga Mitte gewann und damit den Aufstieg in die Erste Liga sicherte.
Nach der Saison 2013/14 beendete er 28-jährig seine Karriere als Aktiver und ist fortan, wie bereits zeitweise während seiner aktiven Zeit, im elterlichen Juwelierbetrieb in der Hartberger Fußgängerzone tätig. Nachdem bereits eineinhalb Jahre zuvor die Idee geboren wurde Rindler als geschäftsführenden Obmann in den Vorstand des TSV Hartberg zu holen, passierte dies schließlich mit Mitte August 2014, wobei er diese Tätigkeit fortan hauptberuflich ausübt. Als Obmann löste er dabei den sich seit rund 14 Jahren im Amt befindenden Franz Grandits ab, der diese Tätigkeit bis dahin ehrenamtlich ausübte und daraufhin in den Aufsichtsrat wechselte.
Im November 2019 übernahm der damals 33-Jährige den Juwelierbetrieb seines Vaters in Hartberg. Unter der Führung seines Vaters hatte sich der Betrieb zu einem der 20 umsatzstärksten Juweliere in Österreich entwickelt. Nach einem Studium der Rechtswissenschaft verfügt Jürgen Rindler über den akademischen Grad Mag. iur.